# Ferdinand du Bois de Nevele
Le baron Ferdinand Philippe Louis du Bois de Nevele, né à Anvers le 24 août 1794 et mort à Bachte-Maria-Leerne le 4 septembre 1862, est un militaire et homme politique belge.

## Biographie
Ferdinand du Bois de Nevele est le fils de Ferdinand du Bois. Beau-frère d'Émile d'Oultremont, il est le père d'Adolphe du Bois d'Aische, ainsi que le beau-père de Charles Moretus, d'Augustin van de Werve et du baron Frédéric de Gilman de Zevenbergen.

## Mandats et fonctions
- Bourgmestre d'Edegem (1830-1850)
- Conseiller provincial d'Anvers (1836-1837)
- Sénateur pour l'arrondissement de Turnhout (1837-1848)
- Bourgmestre de Bachte-Maria-Leerne (1862)

## Sources
- Le Parlement belge, 1831-1894